# Gastronomía de Lombardía

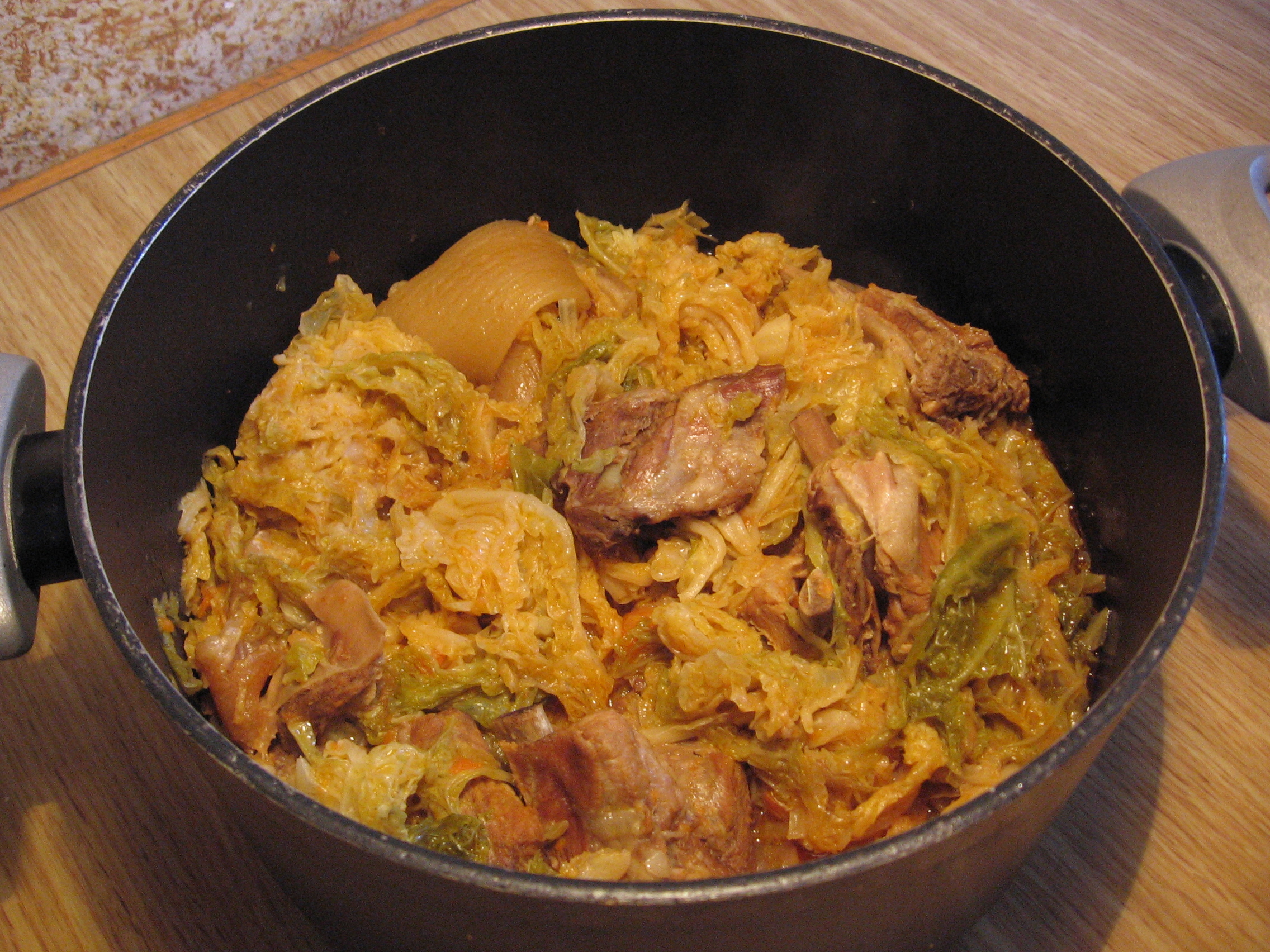
una olla de barro de cassœula. Es un plato típico de la tradición popular, plato principal de muchos festivales Sagras lombardos.

La gastronomía de Lombardía es el estilo de cocina en la región del norte de Italia de Lombardía. Los acontecimientos históricos de sus provincias y de la diversidad de sus territorios dieron como resultado una variada tradición culinaria. Los primeros platos de la cocina lombarda van desde el risotto hasta la sopa y la pasta rellena (en caldo o no), y una gran variedad de segundos platos, carne o platos de pescado, debido a los numerosos lagos y ríos de Lombardía.
La cocina de las distintas provincias de Lombardía se caracteriza por los siguientes rasgos: predominio del arroz y de la pasta rellena sobre la pasta seca, tanto de la mantequilla como del aceite de oliva para cocinar, platos cocinados durante mucho tiempo tiempo, así como el uso generalizado de carne de cerdo, leche y productos lácteos, y preparaciones a base de huevo; a lo que se suma el consumo de polenta, común a todo el Norte de Italia.

## Historia
La cocina lombarda tiene raíces históricas antiguas que se remontan al asentamiento de los celtas en el Valle del Po. El plato más antiguo de Lombardía es el cuz, cuya preparación tiene orígenes celtas: es un segundo plato a base de cordero común en Val Camonica.
Posteriormente, la elaboración y los métodos de la cocina lombarda fueron influenciados por las dominaciones que se sucedieron a lo largo de los siglos: desde los antiguos romanos] hasta el Ducado de Milán y el Ducado de Mantua, es decir, los austriacos, los españoles y los franceses, así como el dominio de la República de Venecia en las zonas de Bérgamo y Brescia.

## Características

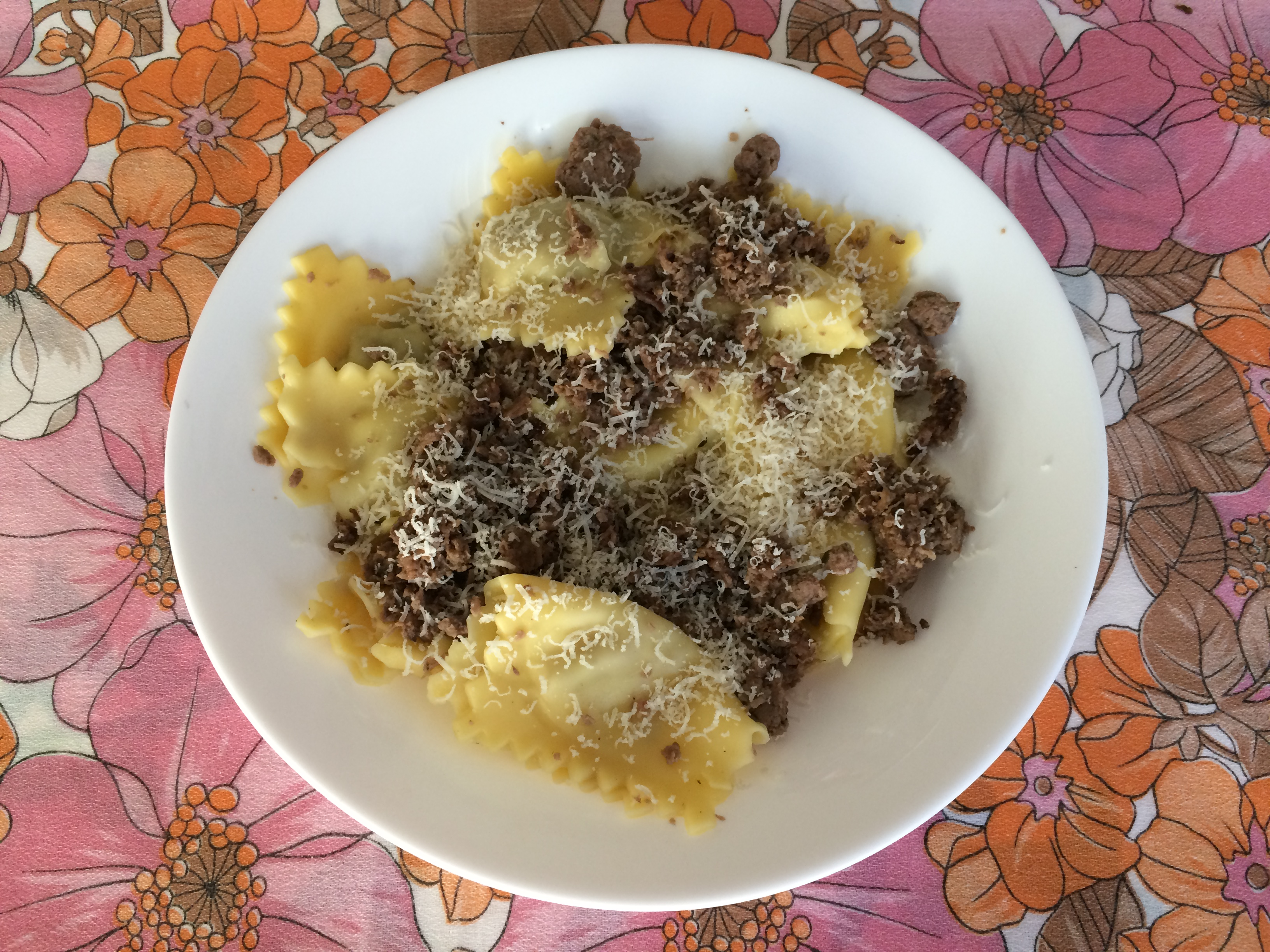
A dish of dry Pavese agnolotti, a type of stuffed pasta, with a Pavese stew-based sauce

Debido a la gran variedad territorial e histórica de Lombardía, es muy difícil identificar una cocina lombarda unificada: tiene más sentido identificar un continuo de cocinas provinciales que tienen elementos similares en toda la región.
Quizás la característica más peculiar sea la prevalencia de las pastas rellenas sobre las secas, pero sobre todo del arroz: de este último se pueden elaborar tanto las tradicionales sopas de arroz de pobres como los arroces con carne o verduras, hasta los más elaborados y refinados risottos. Relacionado con la cocción de risotto, pero no solo, está el uso de mantequilla, y a veces manteca de cerdo, para saltear y freír en lugar de aceite: el uso de mantequilla para cocinar alimentos es parte Debido a la alta difusión regional de leche y productos lácteos, Lombardía es el mayor productor de leche de Italia con alrededor del 40% de la producción nacional, y una de las regiones con mayor variedad de quesos. El panorama lombardo común se completa con el uso de recetas a base de huevos (tortillas y preparaciones similares), carne de cerdo y polenta, compartidas con el resto del Valle del Po.
Desde el punto de vista de la preparación, preponderantes, aunque no excluyentes, son las recetas de cocción prolongada y fuego lento, como el estofado, el guisado y el Bollito misto, históricamente derivado de la abundancia de leña en el territorio y la consecuente cocción a la parrilla.
Se puede hacer una primera subdivisión aproximada de la cocina lombarda desde el punto de vista territorial: en el bajo valle del Po, en las zonas donde se cultiva el arroz, los risottos serán más comunes junto con las hortalizas ampliamente cultivadas en la llanura, mientras que a medida que nos acerquemos a las zonas de los alpinos habrá platos más comunes a base de juego o animales de pasto, así como guarniciones a base de patatas y repollo. Las islas gastronómicas están constituidas por los lagos, donde se preparan risottos y guisos a base de pescado de agua dulce y se practica el cultivo del olivo: hay dos aceites de oliva con denominación de origen protegida (DOP), Garda y Laghi Lombardi.
Se puede hacer una segunda clasificación teniendo en cuenta la historia de cada provincia y sus fronteras geográficas: como es lógico esperar, la cocina lombarda oriental tendrá algunos rasgos en común con la cocina veneciana, la occidental con la Categoría:Cocina del Piamonte basada en carnes estofadas y guisos, la del sur con la emiliana donde predominan las preparaciones a base de pastas rellenas, mientras que la cocina de Valtellina tienen algunos rasgos en común con la cocina alpina con un amplio uso de la caza, el salami y el queso como base o condimento para los platos principales.

## Platos típicos

### Antipasti

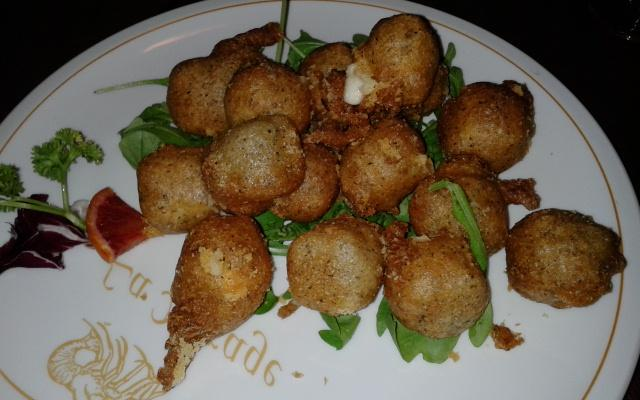
Sciatt from Valtellina

Los aperitivos más habituales en las mesas lombardas se basan en embutidos y quesos, muy difundidos en la región, pero se suelen consumir como segundo plato o como conclusión de una comida, acompañados o no de polenta o polenta frita.
Los aperitivos incluyen sciatt valtellinisi, tortitas crujientes de trigo sarraceno rellenas de queso que se derrite durante la cocción en mantequilla, nervetti insalata milanesi, preparado con patas de ternera, bean s y cebollas, y margottini alla bergamasca, tortas de sémola unidas con huevo, branzi y caldo de carne.
Entre los patés se encuentran el paté de hígado de ternera a la milanesa, el paté de ganso de Lomellina y el paté de chub de la Zona de Brescia. Un aperitivo popular alguna vez fue los caracoles caracoles como alimento trifoliados, ampliamente disponibles en el territorio boscoso y agrícola.

### Primi piatti

#### Primi piatti de arroz

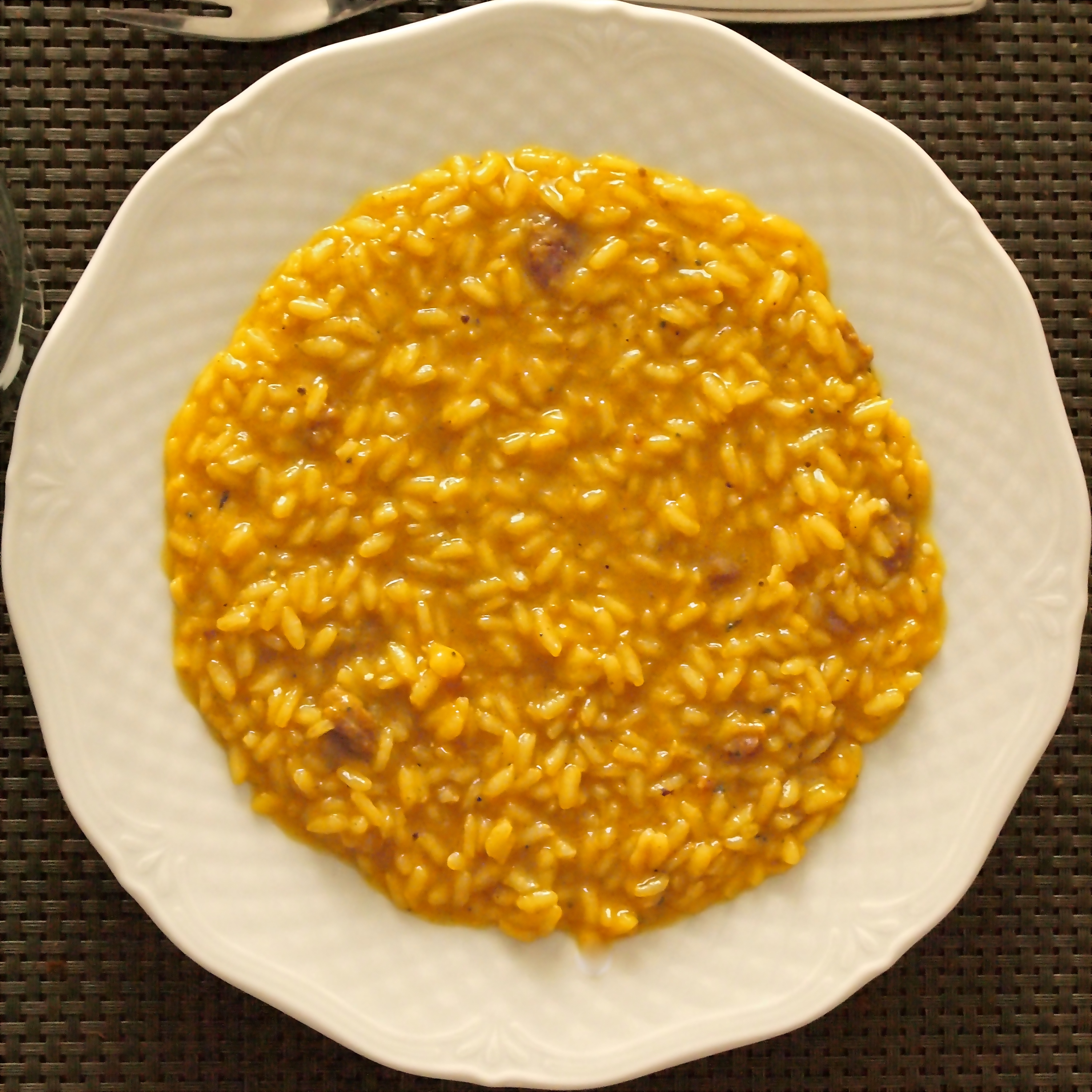
Risotto alla milanese

El arroz es un elemento común a todas las cocinas locales de Lombardía y representa la base de los primeros platos desde Valtellina hasta Mantovano: Lombardía es responsable del 42% de todo el arroz italiano. producción. La preparación de arroz "básica" común a toda la región es el arroz in cagnone, arroz hervido en agua con sal y aderezado con mantequilla en el que se saltean ajo y salvia, y finalmente se espolvorea con Queso grana. También se puede servir con espárragos o calabaza. Además de esto, también existen sopas preparadas con arroz, combinado con verduras típicas de toda la región, como repollo, nabo, guisantes y coratella.. El plato principal de la región son los risotti, arroz tostado y luego cocinado con caldo caliente: comunes en todo el territorio de Lombardía son los risotto con setas y con salchichas.
Tradicionalmente local, aunque conocido fuera de la región, son el Risotto alla Milanese, que debe su característico color amarillo al azafrán, y su versión "simplificada"  alla Monzese sin azafrán y con luganega en lugar de tuétano de ternera, y finalmente el risotto alla pilota, típico de la Zona de Mantua. Además de los risottos de carne y verduras, en las proximidades de los lagos podemos mencionar los risottos de pescado: risotto con perca del Lago de Como y risotto con tencas del Lago de Garda.

#### Pasta rellena

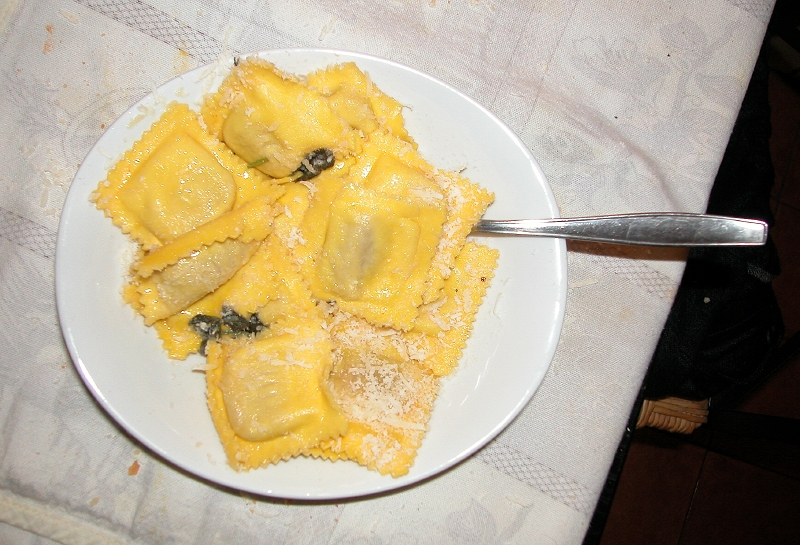
Pumpkin tortelli

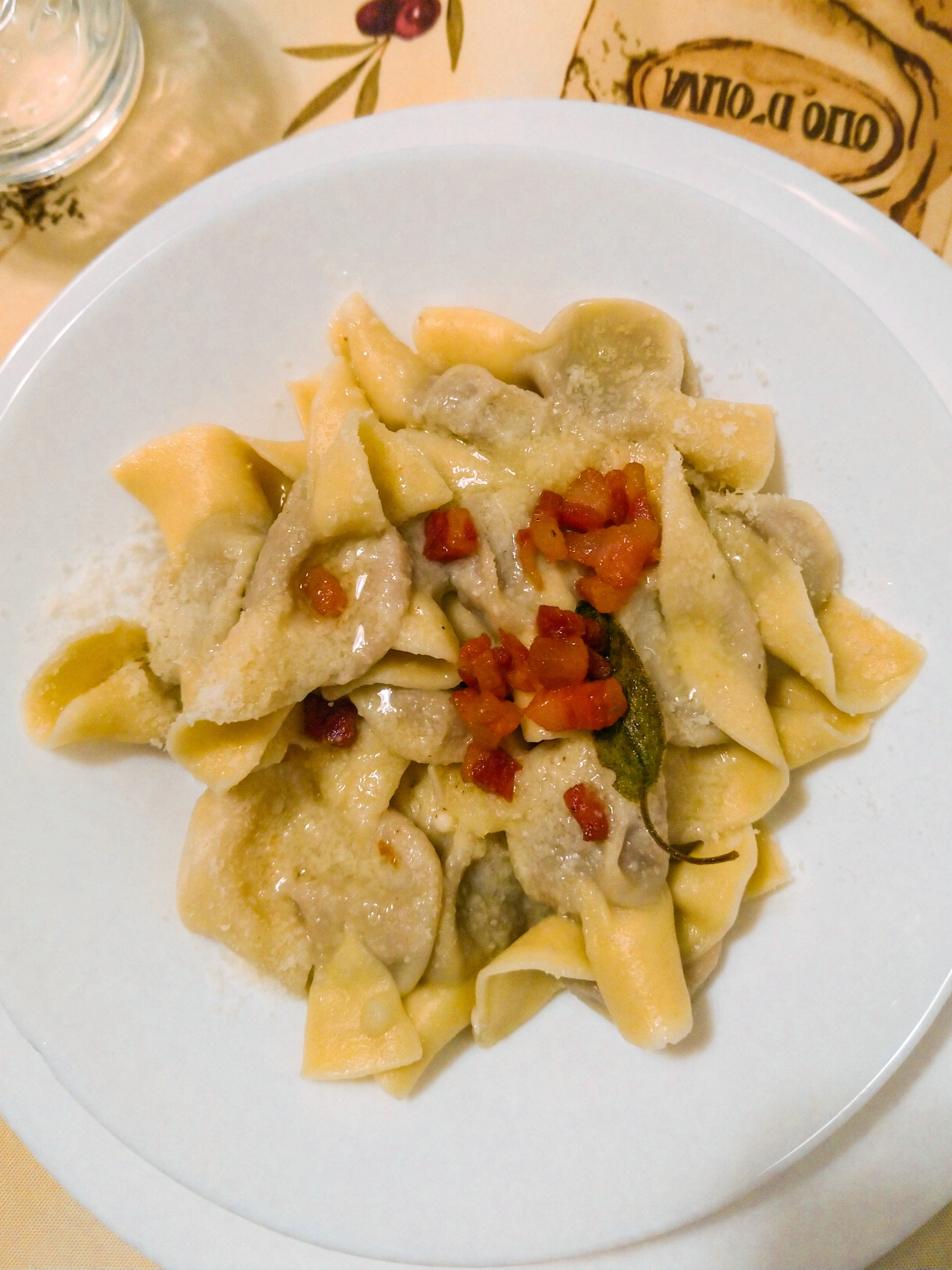
Casoncelli

Un plato de pasta rellena común en toda la región son los llamados ravioli di magro, ravioli con un relleno genérico hecho de huevo yema, queso ricotta y hierbas que varían de una zona a otra. Entre las variantes más comunes se encuentran las puntas de espinacas y lúpulo, mientras que antiguamente, en tiempos de dificultades económicas, los ravioles también se rellenaban con hierbas silvestres, como la diente de león, ortiga y borraja.
Típico de las provincias orientales son los casoncelli (casonsei), pastas rellenas de diversas formas (en forma de media luna en Bérgamo, cuadradas o "con forma de caramelo" en Brescia) rellenos de carne, Queso grana y hierbas aromáticas y se comen con un poco de mantequilla y queso, los marubini en caldo de la provincia de Cremona, de forma cuadrada y rellenos de carne estofada, mezcla de salami, queso Grana Padano y nuez moscada. En la provincia de Mantua se encuentran los tortelli di zucca (tortelli de calabaza), a los que se añade la manzana mostarda y el amaretto, y finalmente los muy particulares tortelli cremaschi, preparados con un relleno de amaretti, pasass, menta, cidra confitada, mostaccini y piel de limón, además de ingredientes clásicos como pan rallado y nuez moscada. Pertenecen a la provincia de Pavia, en particular a Oltrepò Pavese son Pavese agnolotti.

#### Otros tipos de pasta

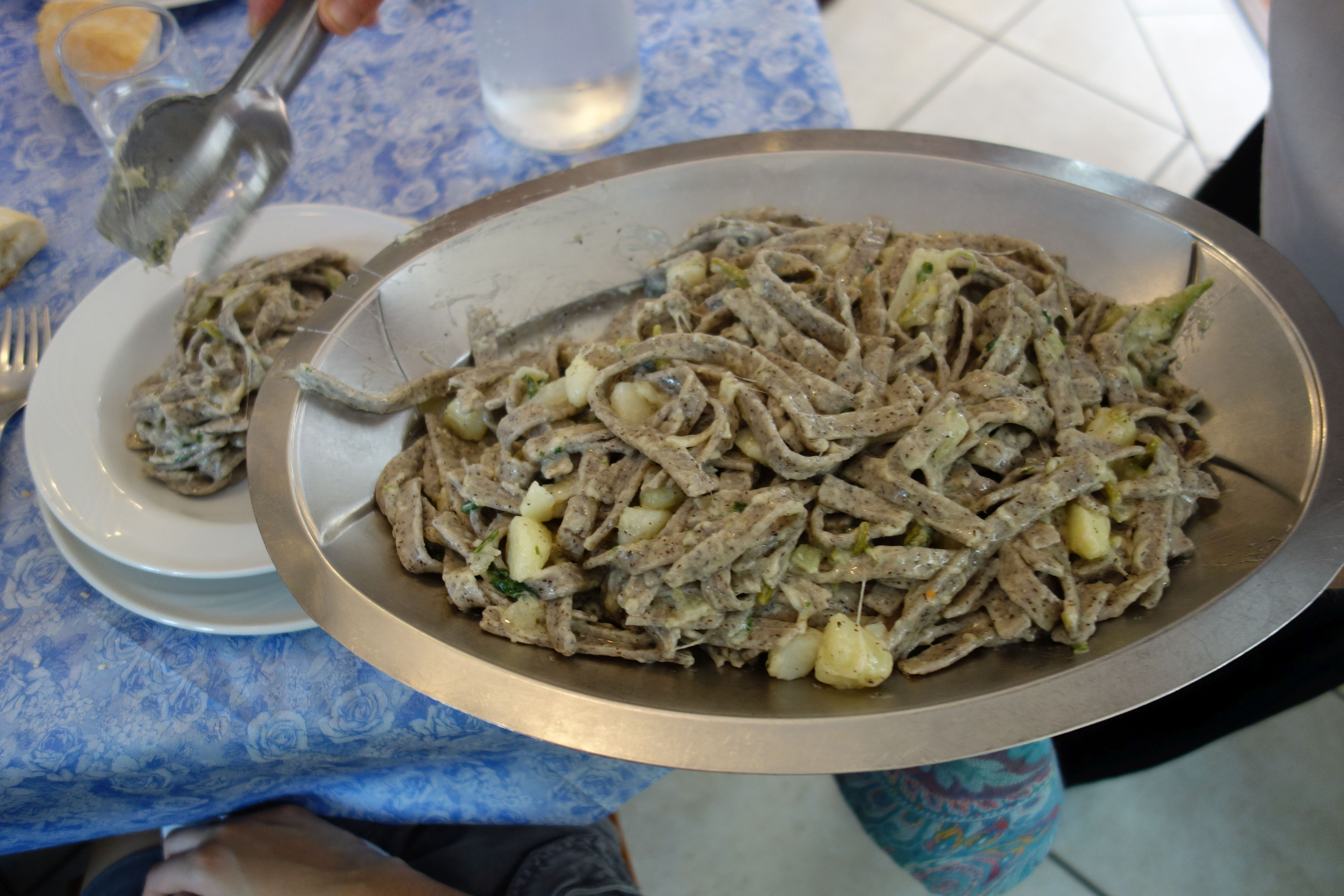
Pizzoccheri

Entre los ejemplos más famosos de pasta seca se encuentran los pizzoccheri della Valtellina, tagliatelle gruesos hechos de harina de trigo sarraceno y condimentados con patatases., col de Saboya y queso fundido, bigoli con sardelle, bigoli hervidos y luego dorados en los jugos de cocción de las sardinas típicas de la Área de Mantua, o bardele coi marai, o borraja tagliatelle generalmente condimentados con mantequilla típica de la zona de Garda de Brescia. Entre los platos similares a los ñoquis se pueden mencionar, además de los ñoquis de calabaza y los pizzoccheri de Valchiavenna, los pequeños ñoquis de patata con mantequilla y queso derretido, strangolapreti de Bérgamo, elaborado con una masa hecha de pan duro, huevos, leche y hierbas.

#### Sopas
Una famosa sopa basada en productos agrícolas de Lombardía es el minestrone alla milanese, que se obtiene hirviendo las principales verduras que crecen en la región y condimentada con manteca de cerdo y cortezas de cerdo. Otros platos de tradición pobre son la zuppa alla pavese, una sopa hecha con caldo, el pan duro, el huevos y queso rallado, y el pancotto, pan duro remojado en agua, cocido en una olla junto con mantequilla y con la adición de carne, cocinada en toda la región: una especie de "suma" de los dos platos la constituye la minestra mariconda bresciana, que se obtiene añadiendo a los ingredientes anteriores también un poco de leche de vaca. En Brianza también se puede encontrar la urgiada, una sopa de cebada con tocino, puerros y judías.

### Segundo
Los platos de la región de Lombardía se basan principalmente en carne, aunque hay muchos ejemplos de platos de pescado repartidos cerca de lagos y grandes ríos como el Po o el Ticino.

#### A base de carne

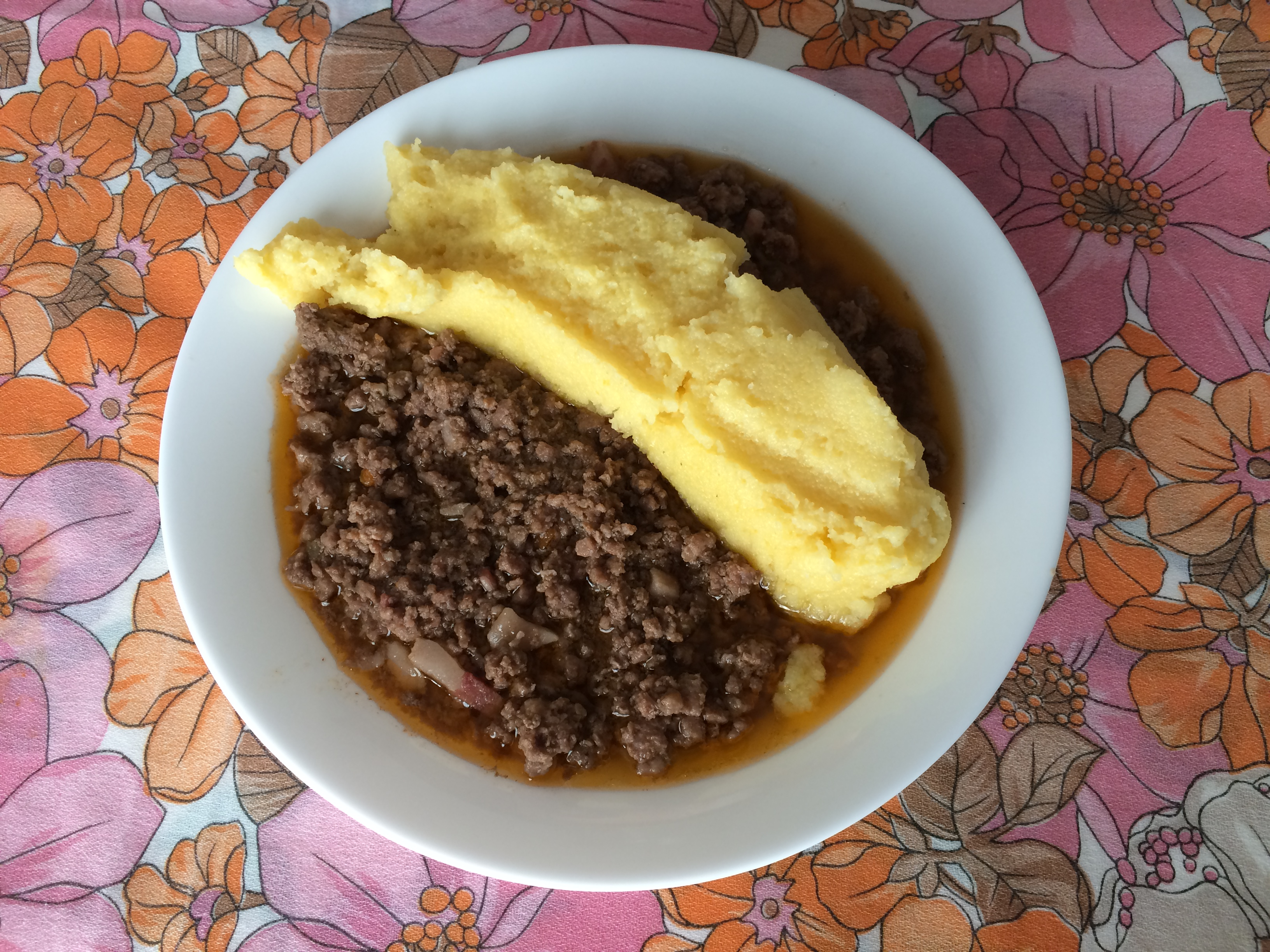
Bruscitti servido con gachas de polenta

Están muy extendidas en todo el territorio las salchichas, especialmente la salchicha de cerdo, en todas sus variantes, como la salchicha de cordero de Valcamonica y el strinù. Otro plato popular es el bollito misto (carnes cocidas mixtas), según la provincia, preparado con diferentes cortes de carne, acompañado de Cremonese o la mostarda de Mantua: El cotechino también es muy consumido en todo el territorio y en ocasiones se sirve junto con el bollito misto. La variante más famosa del territorio es el gran bollito cremonese, en el que a los clásicos cortes de carne cocidos se añaden cabeza de ternera, lengua de ternera y salami de olla, acompañados de las clásicas salsas cocidas.
De Milán pero común en toda la parte occidental de Lombardía son cassoeula, una especie de guiso con costillas, luganega y col, al que se pueden añadir otras partes del cerdo, como corteza y pata de cerdo según la zona, y la "rosticciata", un plato a base de salchicha y paleta de cerdo con cebolla. Siempre comunes en toda la zona de Insubria son los bruscitti, originarios del Alto Milanese, que consisten en un plato de carne estofada cortada muy fina y cocida en vino y Semillas de hinojo, obtenidas históricamente quitando los restos de carne. En cambio, lo típico de la cocina milanesa es el ossobuco (hueso de tuétano).

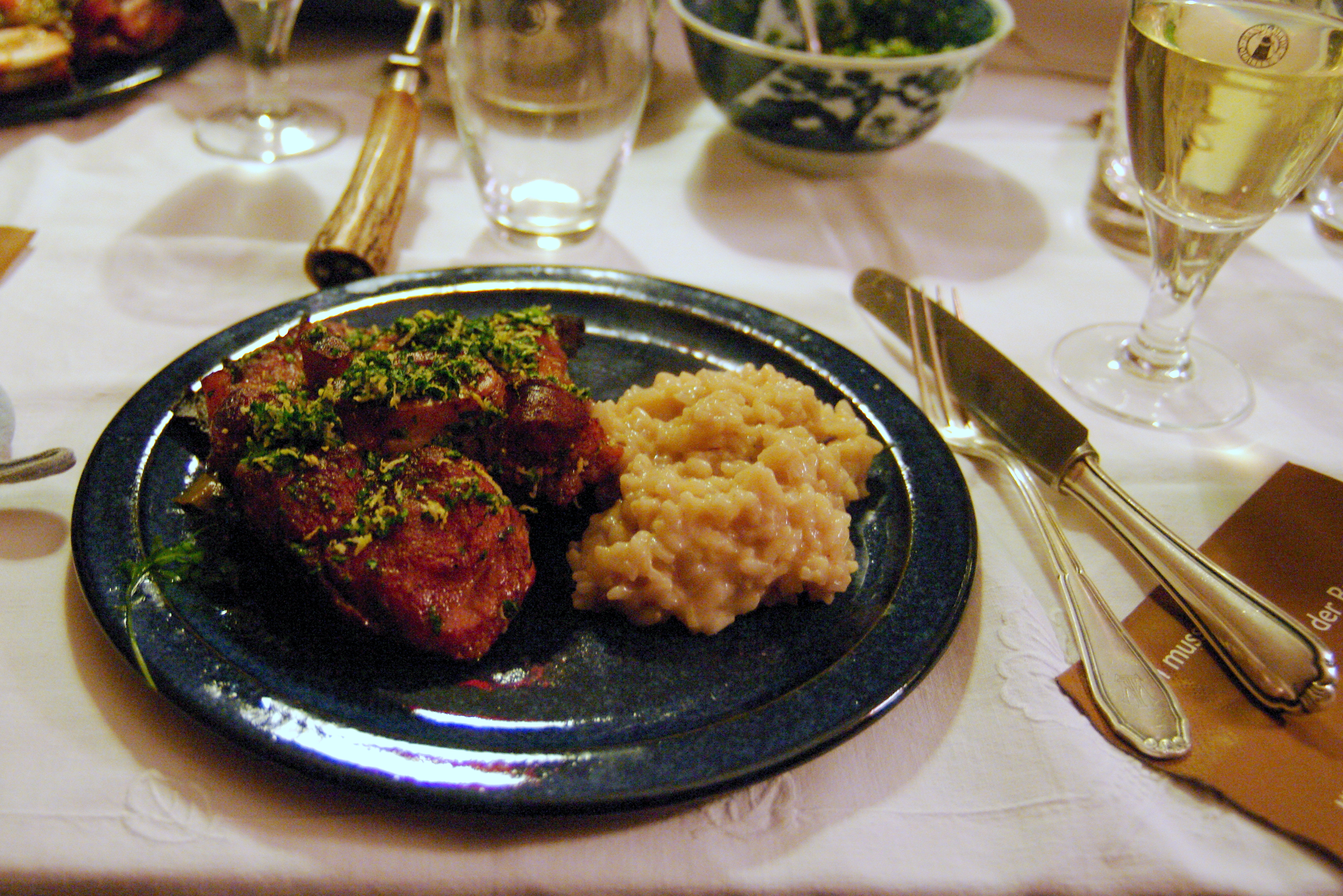
Ossobuco with risotto alla milanese

In the area of Bergamo and Brescia is known the dish of polenta e osei, where birds such as thrushes or larks are browned in butter or on the spit and served together with polenta, to which is added the pork alla bresciana. In the province of Mantua, beef stew and donkey stew are common: in general, stews are quite common in the lowlands, as in the case of Pavia-style stew.
En los Alpes, se puede mencionar la cocina de Valtellina costillas de cerdo al lavècc, donde las costillas de cerdo marinadas se cocinan durante horas con vino en lavècc, unas ollas especiales hechas de esteatita, y la alla pioda de cerdo, donde se cocinan diferentes cortes de carne de cerdo sobre la pioda, una losa de piedra sobre la que también se cuecen verduras como patatas y berenjenas. Extendidos en todo el territorio alpino, entre Lecco, Bérgamo, Sondrio y Brescia, se encuentran los guisos y guisos de la fauna alpina como el corzo,  Venado (venado) y liebres, a menudo acompañados de polenta.
La carne de ternera se utiliza especialmente en la zona de Milán y es la base de dos de los platos más populares de la ciudad: la cotoletta alla milanese y  ossobuco, preparado tradicionalmente con perejil, ajo y ralladura de limón salteados y servido como plato único junto con risotto. La La carne de ganso se consume ampliamente en las zonas de Pavía y Lomellina para la preparación de primeros y segundos platos y embutidos.

#### A base de pescado

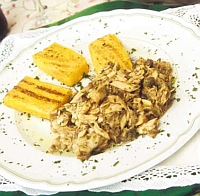
Pike with sauce

El plato de pescado más famoso del Lago Como son los missoltini, agoni salados y secos sobre "ruedas" especiales, la misolta, que luego se cocinan a la parrilla y se comen. posiblemente con polenta tostada y vino tinto: la pesca y su preparación eran un verdadero ritual, y en los pueblos de la Riviera de Como ocupar el lugar de pesca de otra persona se consideraba un delito grave. Otras preparaciones de lariano son el lavarello o el alborelle, que se pueden freír o en carpione.
En el Lago de Garda, platos famosos son las truchas asadas con setas y anguila Gardesana, cocinadas a la parrilla y condimentadas con aceite y limón, ambos productos típicos del Benaco. La Anguila antiguamente también se cocinaba cerca de los ríos, mientras que hoy prácticamente ha desaparecido: en las orillas mantuanas del Po, son típicos el pescado frito y el lucio en salsa. También se pueden encontrar platos a base de pescado de agua dulce en la zona de Pavese y en el oeste de Lombardía: en estas mismas zonas se prepara históricamente la rana, antiguamente muy extendida en los campos de arroz: la rana también se presente en otras zonas como Val Camonica, donde se prepara la típica torta de rana.

#### Vegetariano
Las verduras típicas de la llanura lombarda son: apio, judías, judías verdes, zanahorias, puerros, calabacines, berenjenas, calabazas, tomate, espinacas y espárragos; mientras que, debido a su rusticidad, las patatas y la col rizada se pueden cultivar incluso en las zonas montañosas más frías. Entre los segundos platos a base de verduras se encuentran varias versiones de verduras rellenas, sobre todo calabacines, albóndigas de col rizada y espárragos a la milanesa, cocidos y luego revueltos sobre un huevo frito (Oeuf in cereghin) y acelgas parmigiana. Con hierbas como la menta, el cebollino, el perejil y el perifollo se acostumbraba preparar la tortilla a las finas hierbas.

### Polenta

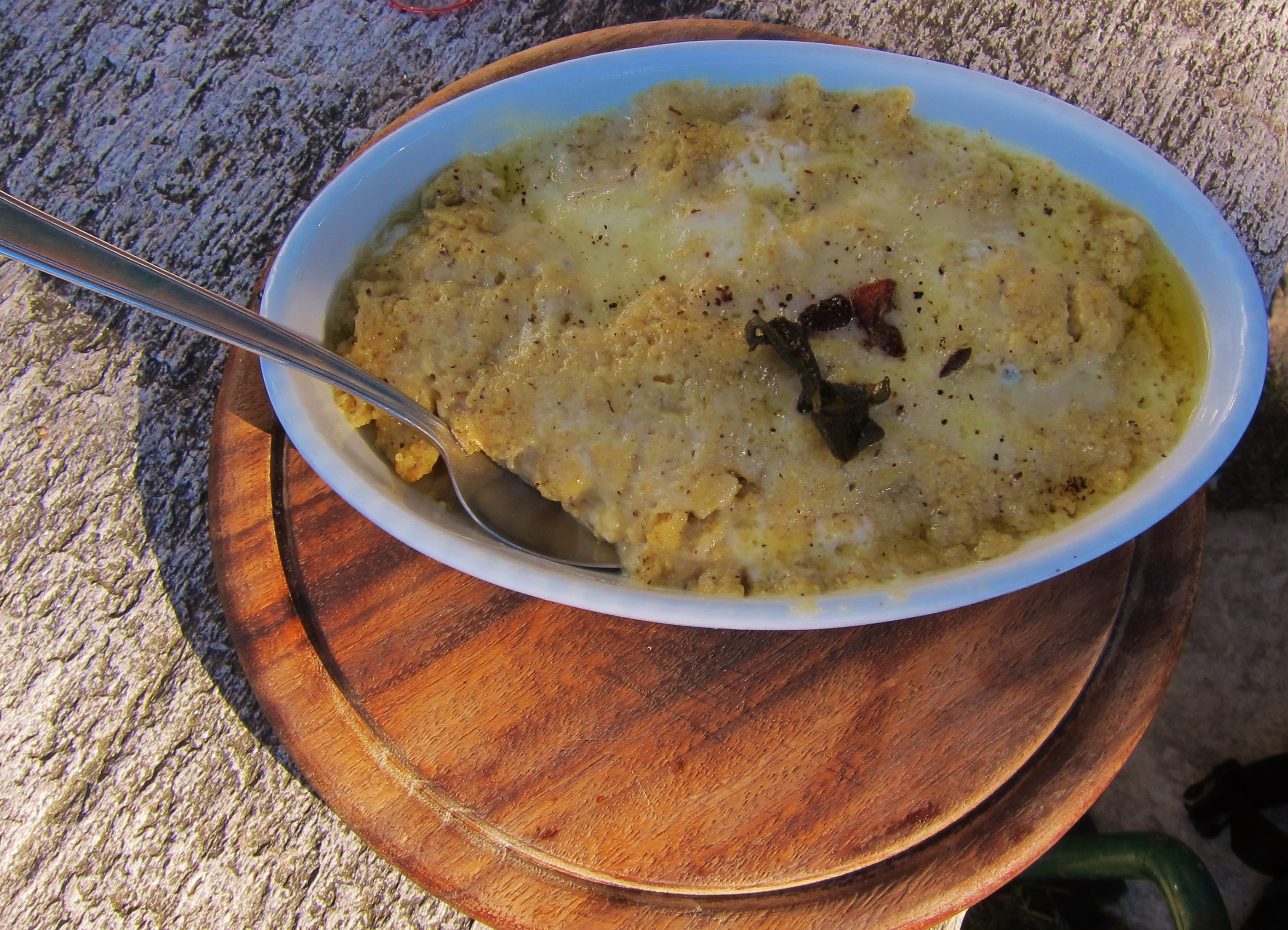
Polenta uncia

En siglos anteriores, la polenta era el alimento básico de los lombardos: la polenta se podía comer sola o como guarnición en platos de carne, como la famosa polenta e osei., verduras, como polenta con champiñones, con manteca de cerdo para pulenta e gras pestà, o con uno de los muchos quesos. Sin embargo, existen muchos condimentos y variantes de la polenta clásica:
- Polenta taragna, típica de Valtellina y de las zonas alpinas de Bérgamo y Brescia, a la harina de maíz se le añade harina de trigo sarraceno, dando a la polenta un color más oscuro que el característico amarillo.[5]
- Polenta uncia, de la zona de Como, que se prepara añadiendo queso y mantequilla sobre la que se ha dorado ajo y salvia mientras la polenta aún está caliente en la olla..
- Polenta cròpa, típica de la alta Valtellina, cocida en nata.
- Pult, típico de Lecco, elaborado con harina de trigo añadida a harina de maíz.
- Tóch, zona de Como y similar a la polenta uncia, en la que posteriormente se añadía el queso y la mantequilla a la parte de la polenta que se había sacado y no derretida por dentro.

El toch era la base del ritual del toch e regell, donde una vez consumida la polenta se volvía a poner la olla de cobre al fuego: una vez calentada la olla, el vino tinto Se vertió en su interior clavo, canela y ralladura de limón. Luego se bebía el vino, que ablandaba la "polenta" endurecida en las paredes de la olla.
La polenta, además de la harina de maíz, podría reutilizarse con sus sobras para crear dulces, como en el caso del fiapòn de Mantua.

### Guarniciones, salsas, condimentos.

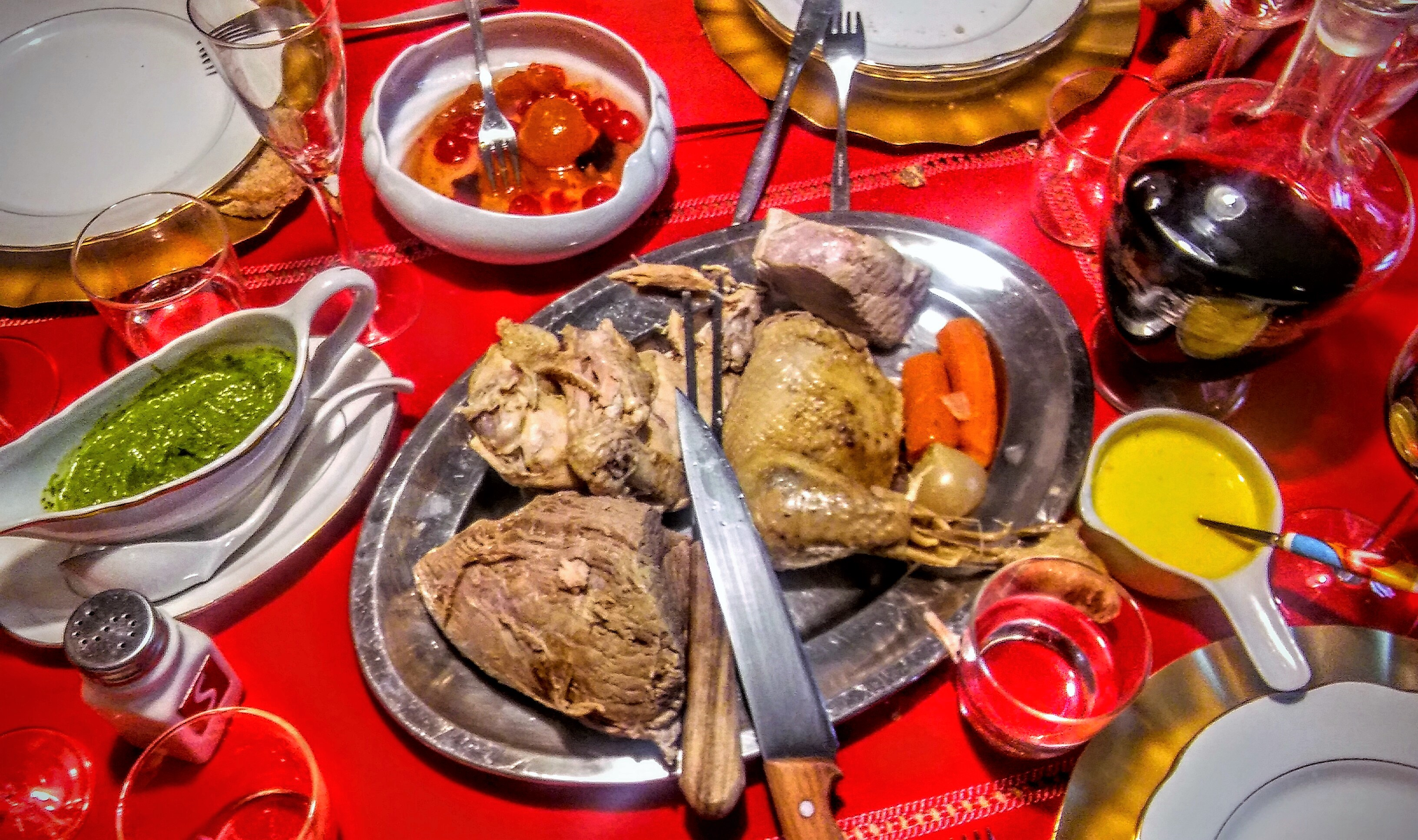
Cocido mixto de ternera, capón y cerdo, con salsa verde, mostaza y salsa amarilla

El condimento típico que no puede faltar cuando se sirve carne cocida es la mostaza, pero que combina excelentemente con los quesos más sabrosos: las versiones más comunes son la mostaza de Cremona, con cerezas, mandarinas, melocotones y peras infusionadas en almíbar con aceite de mostaza, Mostaza voghera, similar a la cremonese pero menos picante, y mostarda mantovana, preparada con peras, manzanas, membrillo, calabaza y melón. Muy extendida también está la mostarda di cipolle (mostaza con cebolla), más parecida a una mermelada por su consistencia, pero siempre preparada con el añadido de esencia de mostaza.
Para acompañar la carne cocida mixta, también están la peverata, elaborada con alcaparras, anchoas, ajo y pimiento picante, típica de Pavía y Brianza (donde no hay pimiento picante), la salsa de rábano picante, hecha con rábano picante y vinagre, y la salsa grattacù, hecha con bayas de escaramujo, vino y azúcar. Otras salsas, en parte compartidas con variantes relativas en todo el norte de Italia, son la salsa verde (o "bagnetto verde"), hecha de perejil, aceite y anchoas (en comparación con la salsa piamontesa original). versión, en Lombardía también se añade pan duro y yema de huevo), salsa roja, que se obtiene cociendo tomates, pimientos y zanahorias.

### Postres

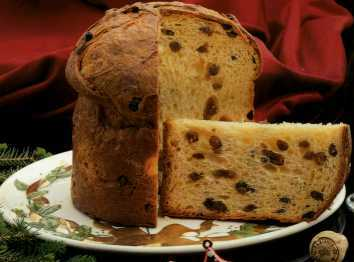
Panettone cut over a Christmas plate

Los dulces lombardos más famosos son el panettone y la Colomba di Pasqua, pertenecientes a la tradición pastelera milanesa: ya difundida por toda Italia, el primero es un dulce típico pastel navideño de forma cilíndrica cuya masa se enriquece con pasas y frutas confitadas mientras que el segundo se consume generalmente en época de Pascua, con una masa similar al panettone, pero con forma de paloma y cubierto con glaseado y azúcar. Otro dulce milanés típico de las fiestas navideñas, en particular de Nochevieja, es la "carsenza", que se elabora con pasas y manzanas.
Una versión elaborada, con una masa a medio camino entre el panettone y el brioche y cubierta con glaseado y granos de azúcar es la veneziana: se consume en la versión grande, del tamaño de un tradicional El panettone, en Navidad, durante el año se consume en porciones "monodosis" del tamaño de un donut. Otros dulces navideños fuera del territorio milanés son la bisciola valtellinese, una hogaza de pan con una masa similar al panettone con pasas, y el bossolà bresciano, obtenido mediante tres levaduras sucesivas.

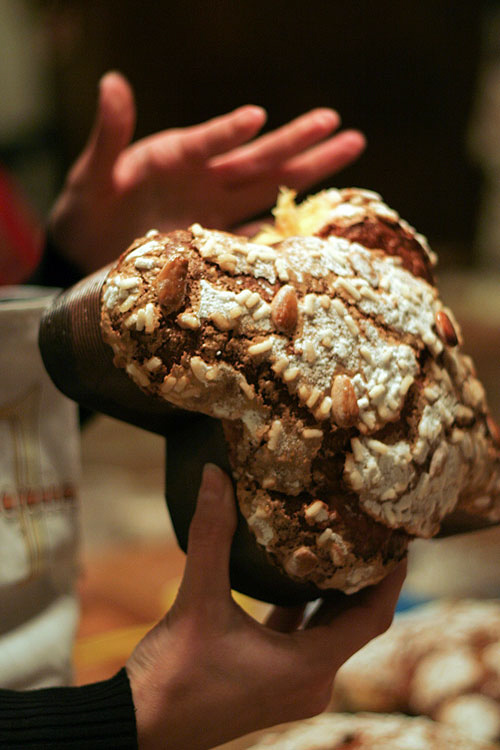
A colomba for Easter

Muy extendidas en toda Lombardía están las frittelle, que reciben diferentes nombres según los ingredientes y el método de preparación, así como la zona de origen: muy comunes son las castañas frittelle, por la harina utilizada, y las frittelle de manzana, por el ingrediente del relleno.
Otros dulces famosos de la región son el turrón de Cremona (turòon), según la leyenda creada por los pasteleros locales para la boda de Francesco Sforza y Bianca Maria Visconti, y amaretti di Saronno, galletas crujientes hechas de almendras, albúmina y armelina. Probablemente influenciados por la repostería piamontesa son el baci di Cremona, similar al baci di dama pero con una galleta crujiente hecha de harina de avellana, y el baci del Signore di Pavia, más aplanado, relleno de mermelada de naranja y medio cubierto de chocolate derretido. Entre otras galletas, tenemos las offelle di Parona, a veces preparadas con harina de arroz, mostaccini, una galleta cremonese preparada con la adición, entre otras especias, de clavo, maza, cilantro y anís estrellado, biscottini di Prosto, una galleta con un alto contenido de mantequilla cocida dos veces al horno típica de  Valchiavena.

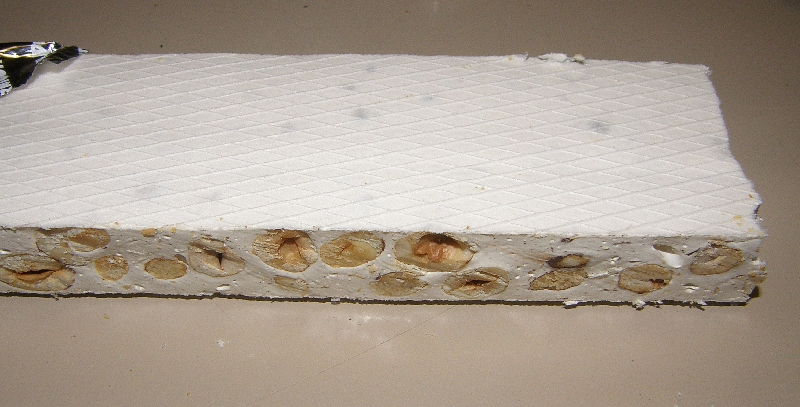
Torrone de Cremona

En la zona de la llanura baja, hay una famosa serie de pasteles: la torta delle rose de Mantua, llamada así porque está hecha de varias formas de masa enrollada, el Anello di Monaco, una especie de rosquilla alta hecha de masa leudada cubierta con glaseado, y la torta sbrisolona, una torta hecha de harina amarilla y almendras que es particularmente quebradiza, y su similar torta Lodi tortionata , preparado con harina blanca en lugar de amarilla.
FDe Cremona destacan la spongarda, una tarta rellena de frutos secos, y la torta bertolina, elaborada con uvas fresas, y finalmente la torta del Paradiso de Pavía. La versión dulce del famoso plato de Bérgamo es la "polenta e osei", hecha con polenta dulce cubierta con pasta de almendras amarilla y decorada con pájaros de chocolate o mazapán.
Típicos del oeste de Lombardía son los brutti e buoni de Gavirate, dulces elaborados con almendras y avellanas, los chiaro di Luna de Paullo, los torta paesana de Brianza, hecha de grano de cacao, leche y pan duro, creada para reutilizar el pan que sobra de las comidas. Con harina de maíz se preparan el Amor polenta, de Varese, y el pan meino (Pan de mej), una especie de pequeños dulce focaccia aromatizada con flores de saúco.

## Productos típicos y tradicionales
Lombardía, gracias a su variedad territorial, tiene uno de los mayores números de productos DOP e IGP, concretamente 34 (updated January 2019): 14 quesos, 10 embutidos y salami, 4 tipos de frutas y verduras, 2 especies de pescado, 2 denominaciones de aceite de oliva y 1 miel. La región también cuenta con 250 productos con denominación de origen reconocida por el Ministerio de Agricultura, Alimentación y Silvicultura según la revisión de 2017.

### Queso
Lombardía es una de las regiones italianas con mayor tradición de productos lácteos: Lombardía cuenta entre sus quesos con 14 D.O.P. productos y 63 P.A.T., el número más alto entre las regiones italianas.
Uno de los quesos más famosos y difundidos de la región es el Grana Padano, producido en la mayor parte de la región excepto en Valtellina y Como, es una de las pastas duras más famosas y antiguas. Quesos italianos, utilizados junto con el Parmigiano Reggiano, producidos en la provincia de Mantua, como condimento para primeros platos y rellenos: ambos derivan del Granone Lodigiano, el antepasado de todos los quesos Grana italianos Grana (queso), cuyo origen se atribuye a los monjes de la Abadía de Chiaravalle en el siglo XII.

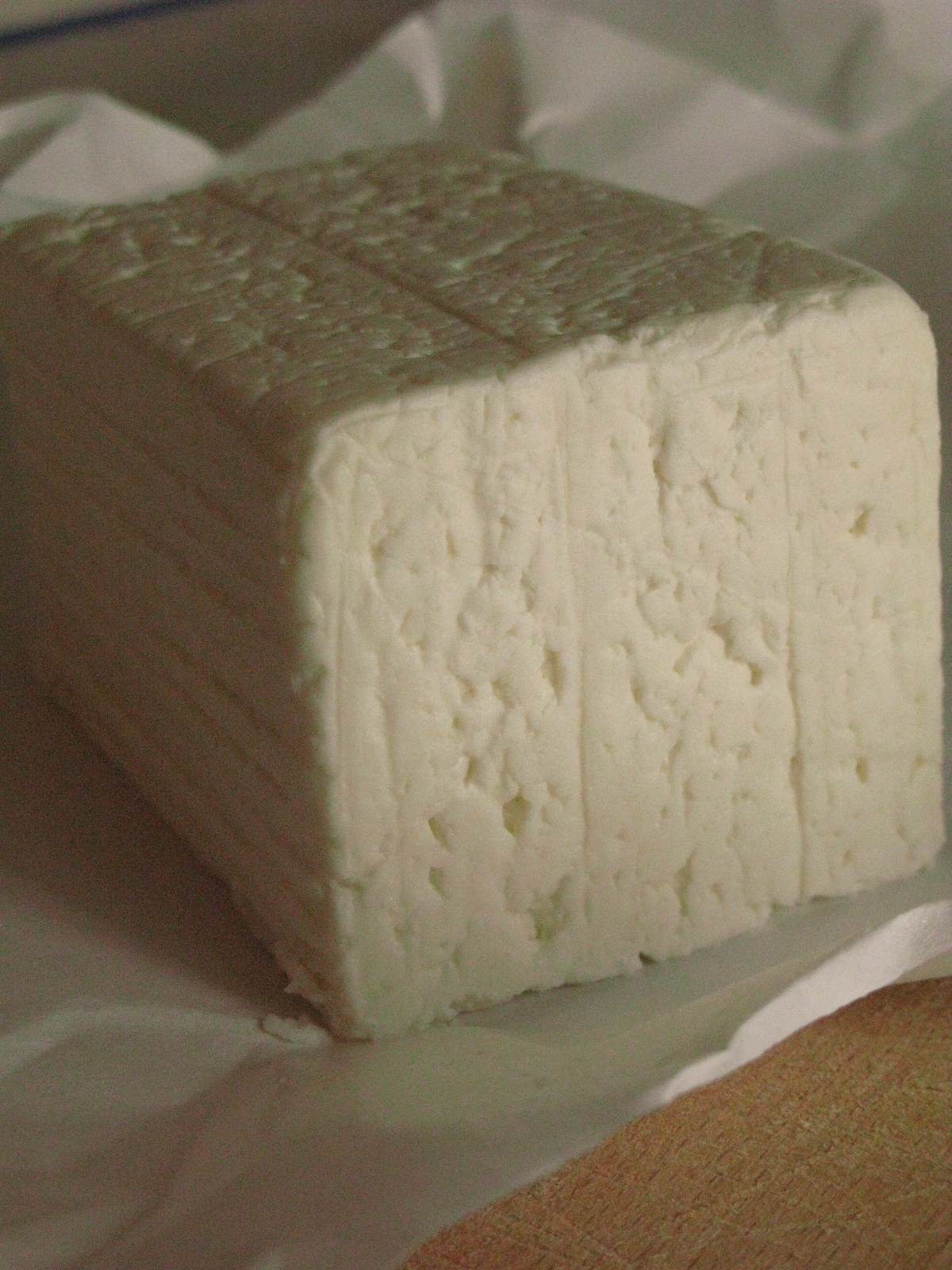
Quartirolo Lombardo

Otro queso famoso de Lombardía, originario de Milán pero hoy producido en casi toda la región, es el Gorgonzola, un queso crudo en dos versiones: uno "dulce", más suave y cremoso, y otro "picante", más compacto y con un sabor más fuerte. Otros quesos "panlombardi" son el Taleggio, un queso blando con pasta cruda procedente del valle homónimo Taleggio, Lombardía, y el Quartirolo Lombardo, mientras que el último La denominación DOP en orden cronológico es Silter de Brescia.
Exclusivamente de las zonas montañosas, especialmente de Valtellina, son el Casera y el Bitto, quesos de textura semiblanda y blanda que se pueden consumir solos o utilizados derretidos como condimento sobre los pizzoccheri de Valtellina, o como un plato real como en sciatt. Entre otros quesos DOP de Lombardía podemos mencionar el Provolone Valpadana, Salva Cremasco, Strachitunt, Nostrano Valtrompia, Formai de Mut del Alta Valle Brembana y finalmente Formaggella del Luinese, el único queso de cabra DOP de Lombardía.
Stracchino y Robiola considerados como categorías de quesos: al primer grupo pertenecen Stracchino Bronzone, Stracchino della Valsassina, Stracchino Orobico y Stracchino Tipico; Al segundo grupo pertenecen Robiola Bresciana y Robiola della Valsassina.
Otros quesos lombardos famosos dignos de mención son Agrì di Valtorta, Bagòss, Branzi, caprini Bergamaschi, Casatta di Corteno Golgi, Casolet, Rosa Camuna, Tombea, Semuda, Zincarlin y Mascarpone, que se comen solo o utilizado como elemento base de la crema que acompaña al panettone.

### Embutidos

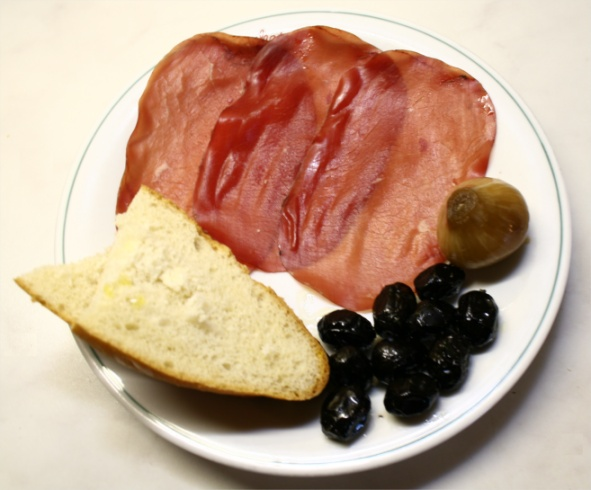
Bresaola della Valtellina servido con pan, aceitunas y cebollas

La difusión histórica de la ganadería en Lombardía ha dado a la región una amplia tradición en embutidos y embutidos. Entre los productos DOP e IGP, existen tres tipos de salami de cerdo: el salami de Brianza, elaborado en las colinas entre Lecco y Milán, el salami de Varzi, elaborado en Oltrepò pavese con carne de cerdo, pimienta y vino, y el salami de Cremona. Más particular es el salami de oca de Mortara, en la tierra de Lomellina, donde es muy común el uso de la oca en la cocina.

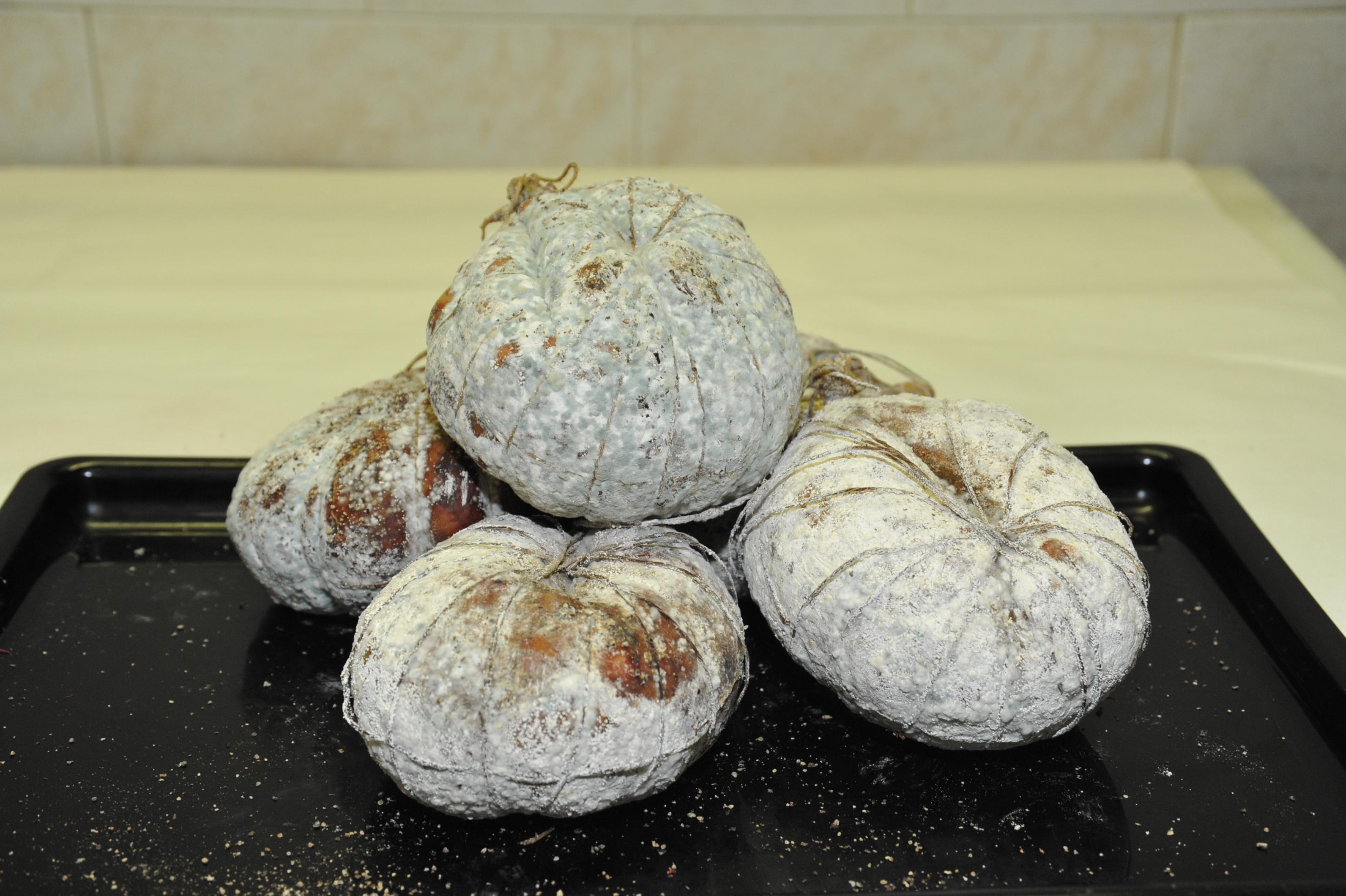
Mortadella de hígado con vin brulé

Cada provincia tiene al menos un salami típico, entre los cuales los más famosos son el salami de Milán, el Casalin mantovano y el bastardei de Valchiavenna. También del territorio de Valtellina son la bresaola, obtenida del condimento de la carne de vacuno y que se puede ahumar o no, y la slinzega.
En cuanto a los jamones, podemos mencionar el prosciutto mantovano, de sabor dulce, prosciutto crudo delle Orobie, prosciutto al pepe della Valtellina, and prosciutto d'oca stagionato della Lomellina. Además de la mortadela producida en toda la región, también está la mortadela de hígado Vin Brulé, originaria de las montañas entre Lecco y Valtellina.

### Pan

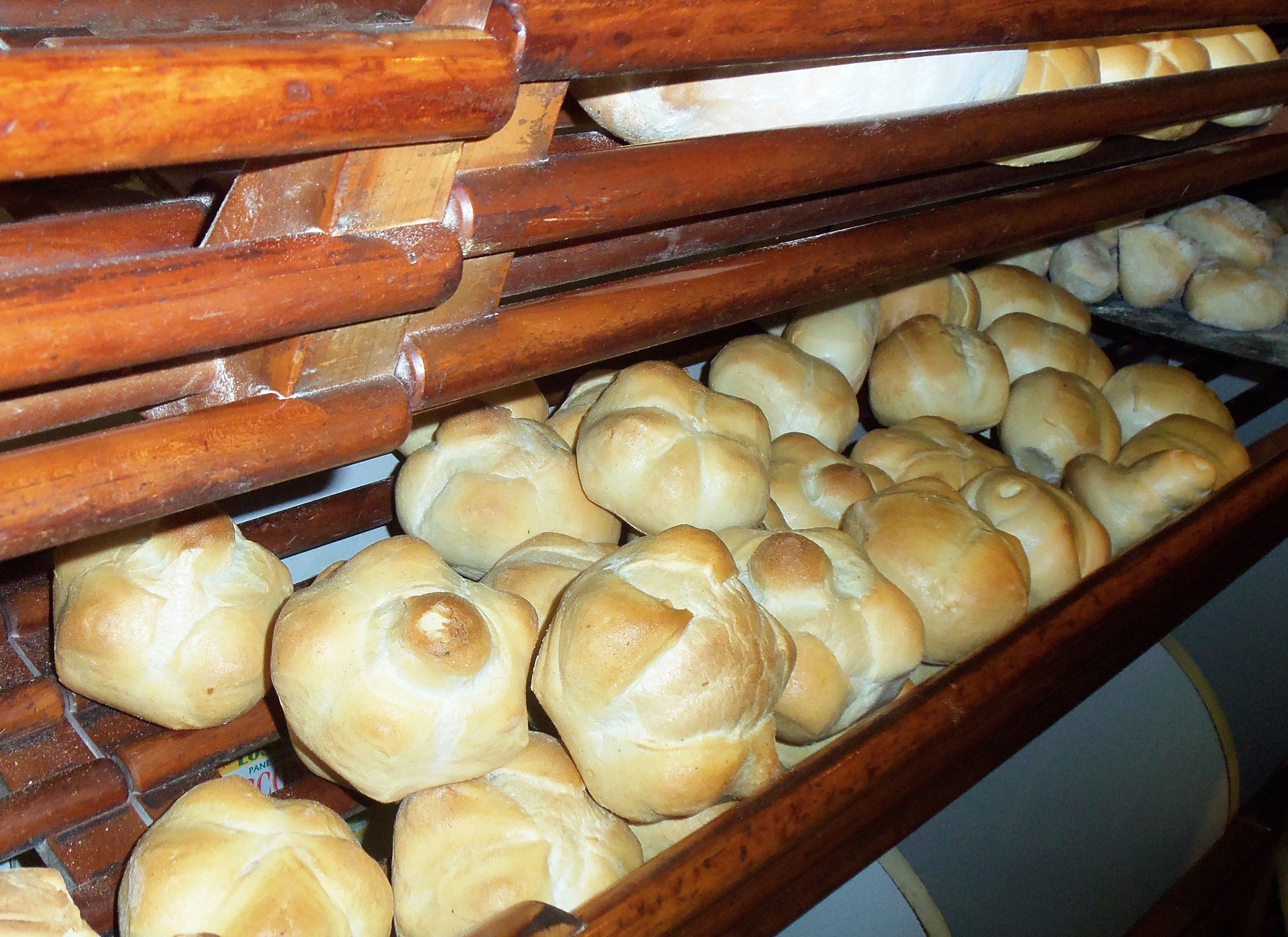
Michette on the shelves of a bakery

El pan típico y común en Milán, pero también en el resto de Lombardía occidental, es la rosetta, localmente llamada michetta, pan soplado (casi vacío por dentro) y con una "tortuga". Forma de concha derivada del molde utilizado para elaborar la masa, consumida tradicionalmente con embutidos, especialmente con mortadela, era la merienda símbolo de magut (albañiles) y trabajadores por su rusticidad. y bajo costo.
Típicos de la zona de Pavía son, en cambio, el pan duro, cuya masa debe prepararse en tres momentos diferentes a una distancia de algunas horas, y el pan de arroz, común en Lomellina, tierra donde el cultivo del arroz está muy extendido. Asimismo, dada la amplia difusión del maíz en la llanura lombarda, en la zona de la baja Lombardía es posible encontrar pan amarillo, preparado con harina de maíz.
Típico de Valtellina es el pan de centeno, un pan con forma de rosquilla creado con la adición de harina de centeno, mientras que originario de Livigno es el pan carcent, un pan con forma de rosquilla con Se añaden nabos a la masa y pan da cool, hogazas de pan con calostro añadido a la masa.
Recientemente elegido como pan típico de Bérgamo es el Garibalda, una hogaza de pan hecha de una mezcla de harina de sémola, harina integral, harina de trigo sarraceno y harina de maíz. Típico de la ciudad de Virgilio es el pane mantovano o mantovanina, un pan de masa dura que se crea enrollando la masa, lo que creará los típicos rizos en los extremos de la pan una vez horneado.

### Vino

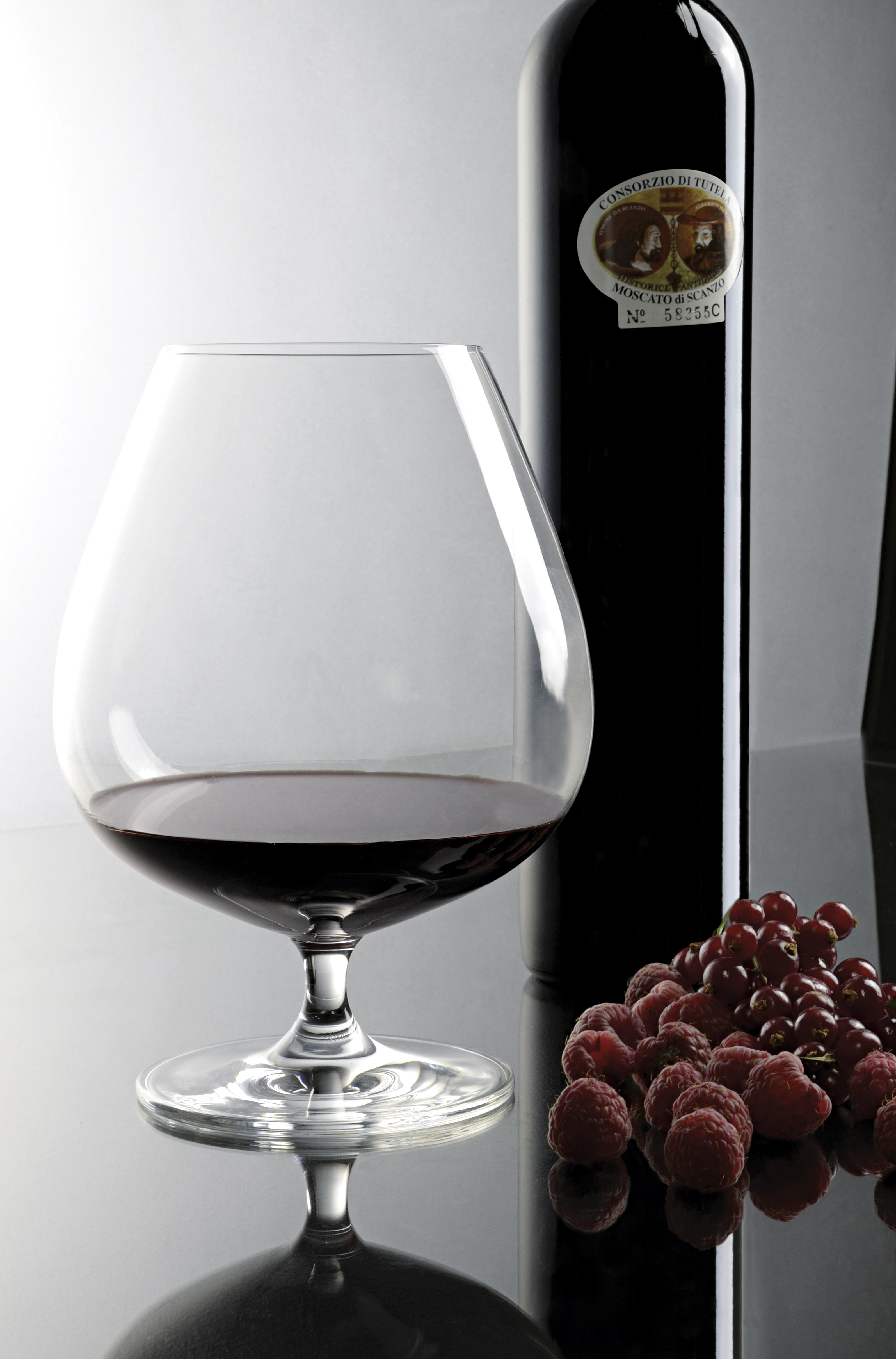
Moscato di Scanzo DOCG

El cultivo de la vid se remonta al Neolítico, como lo atestigua el hallazgo de semillas de uva en sitios arqueológicos del mismo período, sin embargo las primeras fuentes confiables sobre la producción de vino se remontan al siglo I a. C. en el que se describen los vinos de Oltrepò Pavese y los "vinos réticos" producidos en la zona del lago de Como.
Las provincias lombardas cuentan con 5 DOCG, 22 DOC y 15 IGT: el 60% de la producción regional de vino está bajo las denominaciones DOC y DOCG, es decir aproximadamente el doble de la media nacional.

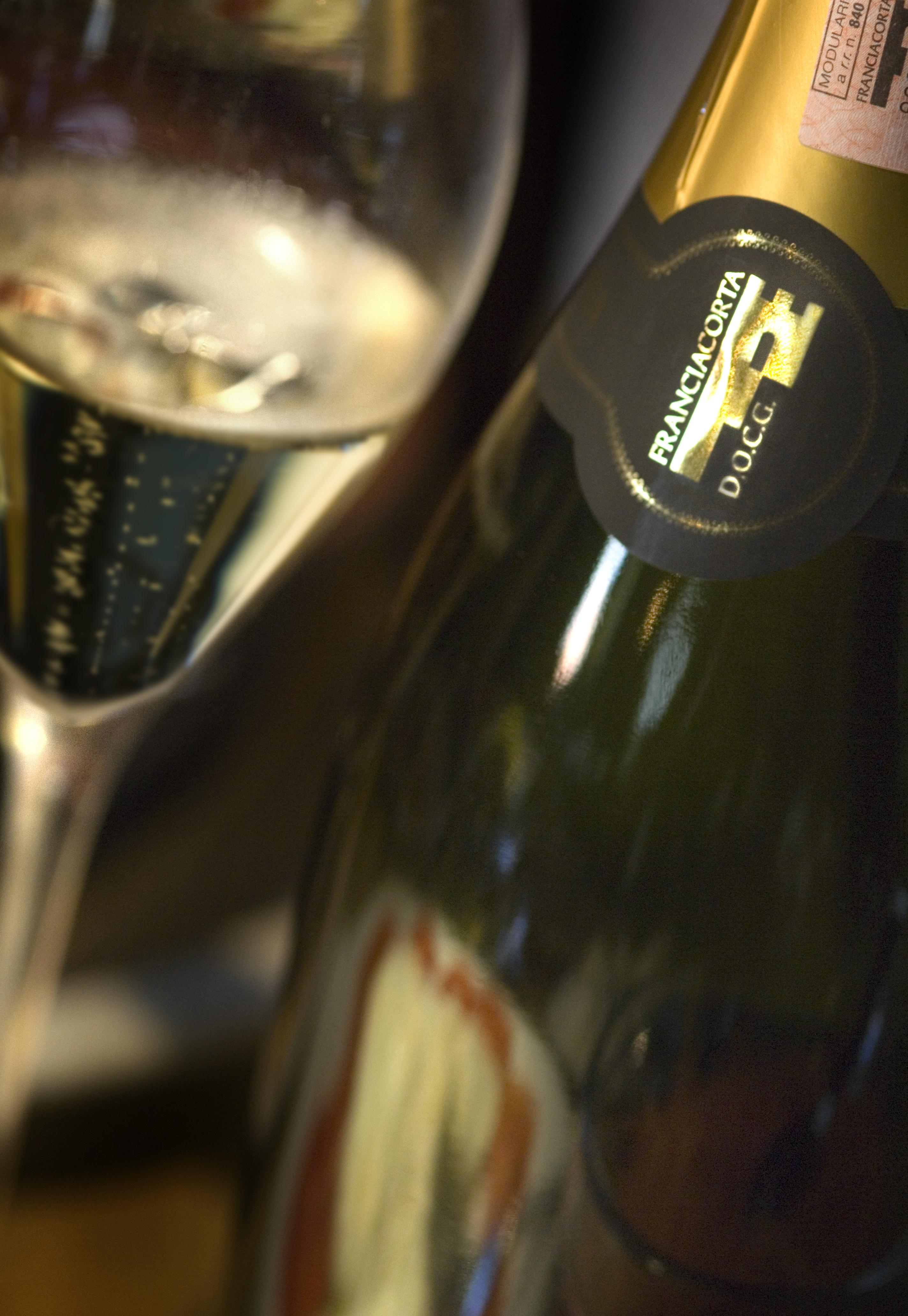
Bottle and glass of Franciacorta DOCG

Las zonas de producción de vino más famosas son Oltrepò Pavese, en la provincia de Pavía, Franciacorta, una zona montañosa al sur del lago Iseo, la zona morénica alrededor del lago de Garda, y Valtellina, donde se cultivan vinos en las típicas terrazas que permiten el cultivo en terrenos montañosos muy empinados y una mayor insolación para los viñedos.
- Franciacorta, Vino espumoso elaborado con uvas chardonnay y pinot, en versión blanca y rosada.
- Valtellina superiore, obtenida de Uvas Nebbiolo cultivadas en el lado norte de Valtellina en las típicas terrazas, que junto con las características del suelo permiten una mayor insolación para compensar la dureza del clima. Es un vino con cuerpo y sabor fuerte para consumir con platos de carne.
- Sforzato di Valtellina, también obtenido de las uvas Nebbiolo dejadas secar más allá del período normal de cosecha para aumentar naturalmente el contenido de azúcar de la fruta. El resultado es un raro ejemplo de "passito seco muy estructurado", que se consume con importantes platos de carne como guisos y carnes estofadas.
- Oltrepò Pavese metodo classico, Vino espumoso elaborado con Pinot producido en la provincia de Pavía en versiones blanco y rosado.
- Moscato di Scanzo, Vino de pasas obtenido con un método similar al Sforzato di Valtellina en las tierras montañosas con gran pendiente, para consumir con chocolate y queso. Se produce exclusivamente en el municipio de Scanzorosciate en la provincia de Bérgamo.

Los vinos DOC famosos de la región son Buttafuoco, Bonarda y Sangue di Giuda, vino tinto dulce no passito, de Oltrepò Pavese, Curtefranca y Cellatica, de Franciacorta, Valtenesi, Garda Bresciano y Lugana del área de Garda, Rosso di Valtellina y Lambrusco Mantovano.
Por último, cabe mencionar los vinos de la provincia de Bérgamo, como Terre del Colleoni y Valcalepio; Vinos IGT de Terre Lariane, producidos en algunas zonas de las provincias de Lecco y Como, y el único vino DOC producido en la provincia de Milán, San Colombano.
En las colinas de Brianza, especialmente en la zona de Lecco, todavía hay muchos grandes viñedos que producen vinos muy apreciados en la zona, como el Pincianel y el Nustranel.
Hasta la segunda mitad del siglo XIX, el Alto Milanese fue también una zona vinícola. La historia de la viticultura en la zona del Alto Milanese tiene sus raíces en la Época romana. En esta zona se producían algunos vinos de renombre, entre ellos Colli di Sant'Erasmo, Santana y Clintù.

### Aceite de oliva

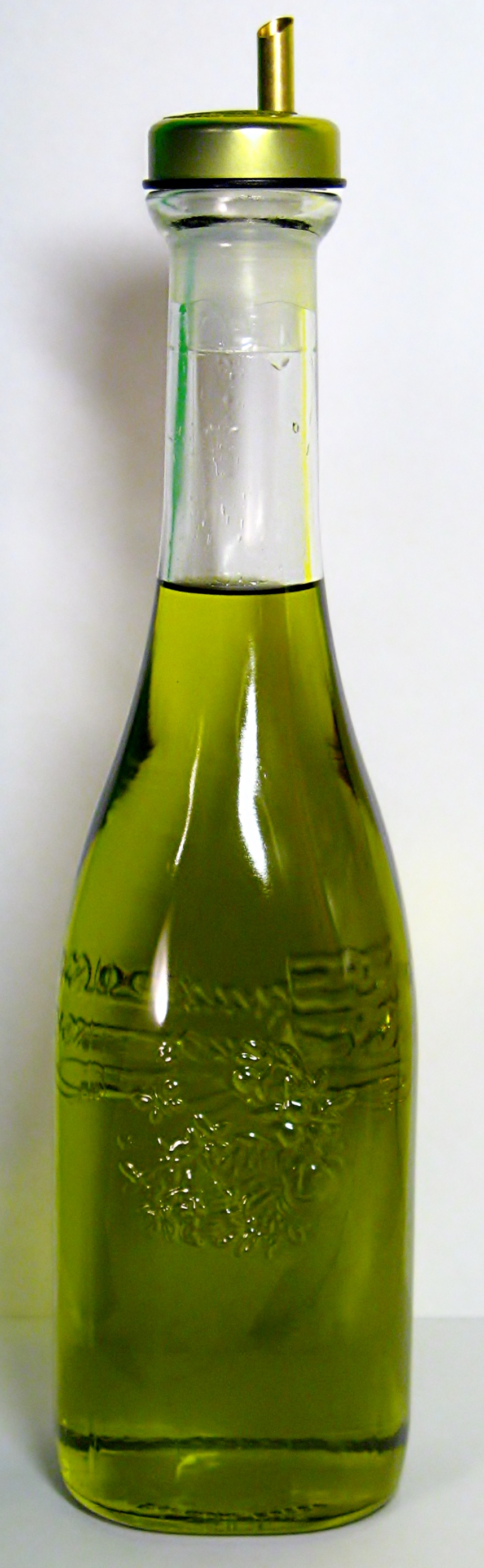
Aceite de oliva virgen extra de Manerba del Garda, en Garda bresciano

Aunque Lombardía está fuera de la tradición de cultivo, el cultivo de olivos y la producción de aceite de oliva está atestiguado desde la Edad Media en los lagos de Lombardía, donde el efecto de las grandes cuencas hidrográficas mitiga el clima y protege las plantas de los fuertes cambios de temperatura propios del resto de la región: en total en la región hay más de 1600 hectáreas de terreno plantadas de olivos, la mayoría de ellas dedicadas a la producción de aceitunas para almazaras.
El territorio de Lombardía tiene dos denominaciones de origen protegidas:
- Aceite de oliva virgen extra Laghi Lombardi DOP, en sus dos subzonas Lario, producido en el lago de Como, y Sebino, producido en el lago de Iseo
- Aceite de Oliva Virgen Extra Garda DOP, en su subzona Bresciano.

Ambas producciones presentan en general una baja productividad con aceites de baja acidez, sabor delicado y particularmente valiosos.

## Bebidas alcohólicas

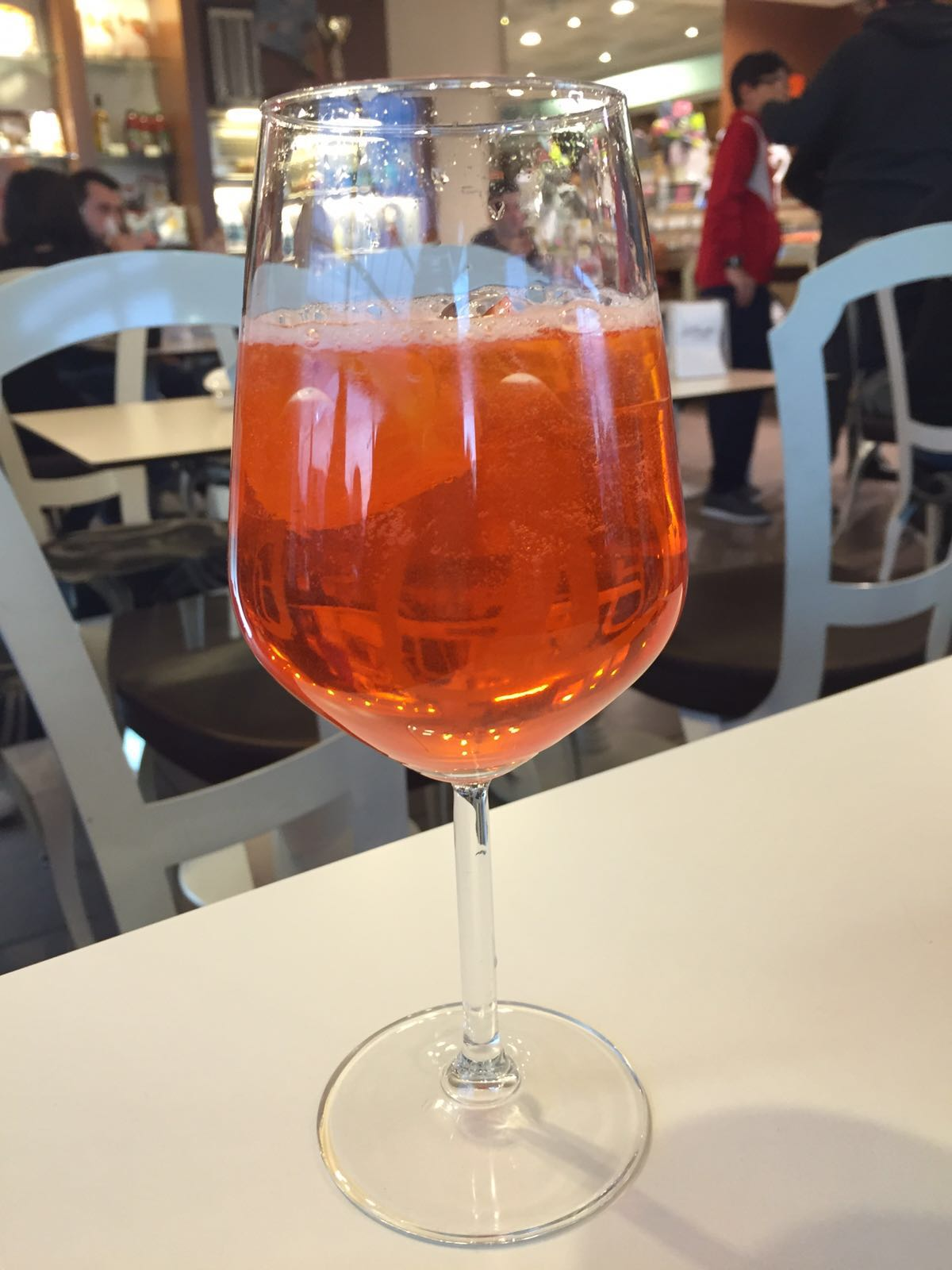
A pirlo, aperitivo de origen bresciano

La producción de grappa está muy extendida en todos los territorios vitivinícolas, especialmente en la provincia de Brescia y en la provincia de Sondrio: en particular, Valchiavenna estaba, antes de la apertura de la Túnel Sempione, uno de los lugares de producción de grappa más famosos de Italia.
Los productores locales de grappa ("grapat de la Val di Giust") se vieron obligados a emigrar debido a la crisis en Valchiavenna, privados de su histórico tráfico de personas y mercancías debido a la competencia del Simplon Pass: algunos de Las principales familias de productores de grappa de todo el norte de Italia son originarias de Valchiavenna, entre ellas los Ghelfi, los Vener, los Levi y los Francoli. A diferencia de la grappa, se destilan las gotas imperiales, un destilado de hierbas producido por los monjes de la Certosa de Pavía.
En cuanto a los licores típicos, los más famosos son el Braulio (licor), un licor de Valtellina obtenido mediante infusión de hierbas de montaña, el licor de amaretto, elaborado con almendras y hierbas cuyo origen se remonta que se remonta al siglo XVI, y Fernet Branca, un licor con un característico sabor amargo elaborado en el centro de Milán en la fábrica original, en el momento de su fundación en las afueras de la ciudad. Otros licores son el Vespetrò de Canzo, elaborado con cilantro, anís y piel de naranja, los amargos de Ramazzotti creado en una tienda del centro de Milán por el farmacéutico del mismo nombre, Acqua di tutto cedro, producido en Salò, y nocino.
Los restantes destilados y licores de los grandes grupos industriales son: el Grupo Campari, creador del Aperol, Illva de Saronno, para la producción del ruibarbo Zucca así como del famoso amaretto, y Destilería Fratelli Branca.
Un famoso aperitivo lombardo es el pirlo, que se elabora con vino blanco tranquilo y campari. Tiene orígenes en Brescia y es similar en concepto al más conocido spritz, que tiene orígenes en Veneto. La moda del happy hour también ha introducido para pirlo el uso de Aperol (mucho menos alcohólico y complejo) en lugar de Campari. El pirlo se sirve en un vaso con pie alto y forma típica de globo.